# Українська ніч
«Українська ніч» — картина українського художника Архипа Куїнджі (1841/1842–1910), написана 1876 року. Картина зберігається в Третьяковській галереї. Розмір картини — 79 × 162 см.
Картина «Українська ніч» уперше була показана 1876 року на 5-й виставці Товариства пересувних художніх виставок («передвижників») і мала там великий успіх. Вона також експонувалася у відділі російського мистецтва на Всесвітній виставці 1878 року в Парижі.
Ця картина вважається переломною в творчості художника. Починаючи з неї, Куїнджі відійшов від академічного романтизму своїх ранніх робіт, а відмінною рисою його творчості стала екзотичність зображення. Велика частина картини «Українська ніч» написана оксамитовими синьо-чорними тонами, і лише світлі стіни сільських хат-мазанок у правій частині картини яскраво сяють в місячному світлі.
Письменник Михайло Неведомський, автор біографії Куїнджі, писав:
|  | Але справжнім торжеством Куїнджі стала його картина 1876 року — «Українська ніч», що прикрашала, в істинному розумінні цього слова, п'яту пересувну виставку. Можна сказати, що саме в цій роботі Куїнджі вперше знайшов себе, став на істинний свій шлях, виявив все багатство своєї художньої індивідуальності. Саме з «Української ночі» треба відзначити початок зрілої пори у творчості Куїнджі... |

Мистецтвознавець Володимир Петров так писав у своїй статті, присвяченій 150-річчю з дня народження Архипа Куїнджі:
|  | А 1876 року живописець показав себе незрівнянним співцем нічного степу — перед глядачами на 5-й Виставці передвижників постала славнозвісна "Українська ніч" (Третьяковська галерея). Усипане яскравими зірками глибоке темно-синє небо, осяяні місячним сяйвом білі хати степового сільця, стрункі пірамідальні тополі та зарослий очеретом ставок були написані художником з дивовижною сміливістю світлоколірного узагальнення та незвичайним поєднанням "фізіологічної" достовірності та справжньої поетичності образу, змушуючи не лише зачудовуватися майстерністю ілюзії, але й згадувати натхненні описи дивовижної української ночі у Пушкіна та Гоголя. |